# Feyliani
I feyliani (in curdo فعیلی‎, Kurdên Feylî) costituiscono un gruppo etnico curdo concentrato nelle regioni sud-orientali del Curdistan, tra l'Iran e l'Iraq, di lingua curda meridionale. Discendono da tribù guerriere indoeuropee del Caucaso che, alla ricerca di nuovi pascoli, si stabilirono nell'altopiano iranico e mesopotamico intorno al 3000 a.C., assimilando le popolazioni locali.
I feyliani sono prevalentemente musulmani sciiti. In epoche precedenti praticavano lo zoroastrismo e il mitraismo prima di accettare il cristianesimo nel IV secolo. I Feyli appartenevano alla Chiesa nestoriana e chiesa cattolica romana.

## Storia

### Antichità
Anche le tribù guerriere feyliani, che si stabilirono a Gutium (Kermanshah), si spostarono a sud e formarono l'antica Elam (Ilam) intorno al 3000 aC, l'odierna provincia di Ilam, da cui prendono il nome. In passato, l'area tra Iran e Iraq era chiamata Pahla; i Feyliani, che allora erano costituiti da varie tribù di guerrieri, erano chiamati Pahli, che significa Partia in lingua Pahlavi. Durante l'espansione islamica, Pahli fu cambiato in Fahli perché la lettera P non esisteva nell'alfabeto arabo; l'alfabeto Pahlavi fu successivamente sostituito dall'alfabeto arabo.

### Medioevo
La dinastia Zand era un regno feyli-curdo, fondato dall'imperatore Karim Khan Zand della tribù Lak (r. 1751–1779). Gli Zand originariamente governavano la Persia meridionale e centrale nel XVIII secolo. Successivamente si espanse rapidamente per includere gran parte del resto dell'Iran contemporaneo come Balochistan e Khorasan, nonché parti dell'Iraq. La terra dell'attuale Armenia, Azerbaigian e Georgia era controllata da khanati che erano de jure parte dell'Impero Zand, ma la regione era de facto autonoma. L'isola del Bahrain era anche detenuta per gli Zand dallo sceicco autonomo Al-Mazkur di Bushire. Sotto il dominio dei Feyliani, l'Iran ha attraversato un periodo di pace e nuove riforme. I Feyliani hanno contribuito al rinascimento e alla rinascita dell'architettura, della scienza, della teologia, della letteratura e dell'arte che hanno plasmato l'Iran di oggi.

## Identità
Nel corso della storia, i Feyliani hanno esercitato un'influenza politica, economica e commerciale, in particolare a Baghdad. Molte famiglie hanno avuto grandi patrimoni, aziende e fabbriche; appartenevano per lo più all'alta borghesia e all'aristocrazia. Anche i feyliani erano molto istruiti; la maggior parte erano medici, ingegneri, accademici, avvocati, politici e giudici. Era anche comune tra feyliani parlare francese; molti hanno studiato il francese nelle scuole private perché era spesso usato come lingua di prestigio per gli affari, la diplomazia e l'istruzione. Ciò ha portato i feyliani ad avere il privilegio esclusivo di condurre il commercio. In Iraq, i feyliani hanno dominato l'economia e la politica del paese, cosa che in seguito è stata vista come una minaccia dai nazionalisti arabi.